# Nifon, Tulcea
Nifon este un sat în comuna Hamcearca din județul Tulcea, Dobrogea, România. Este situat în nord-vestul județului, pe cursul superior al Taiței.